# Aristaeopsis
Aristaeopsis is een geslacht van kreeftachtigen uit de klasse van de Malacostraca (hogere kreeftachtigen).

## Soort
- Aristaeopsis edwardsiana (Johnson, 1868)